# 岩屋口乡
岩屋口乡，是中华人民共和国湖南省张家界市桑植县下辖的一个乡镇级行政单位。

## 行政区划
岩屋口乡下辖以下地区：
班竹村、岩屋口村、沙河坪村、陆家塔村、龙家坪村、大尾坝村、撒埠溪村、四家田村和五家田村。